# جان فرنسوا كارينكو
جان فرانسوا كارينكو (بالفرنسية: Jean-François Carenco)‏ (من مواليد 7 يوليو 1952) هو سياسي فرنسي يعمل حاليًا كوزير مفوض مسؤول عن وزارة ما وراء البحار في حكومة إليزابيث بورن.